# Nelson Ned
Nelson Ned d'Ávila Pinto (Ubá, 2 de março de 1947 – Cotia, 5 de janeiro de 2014) foi um cantor, compositor e escritor brasileiro.
Entre compactos, LPs e CDs, o artista vendeu cerca de 45 milhões de discos. Foi o primeiro latino a vender 1 milhão de discos nos Estados Unidos, e chegou a se apresentar ao lado de grandes nomes da música romântica internacional, como Julio Iglesias e Tony Bennett.

## Biografia

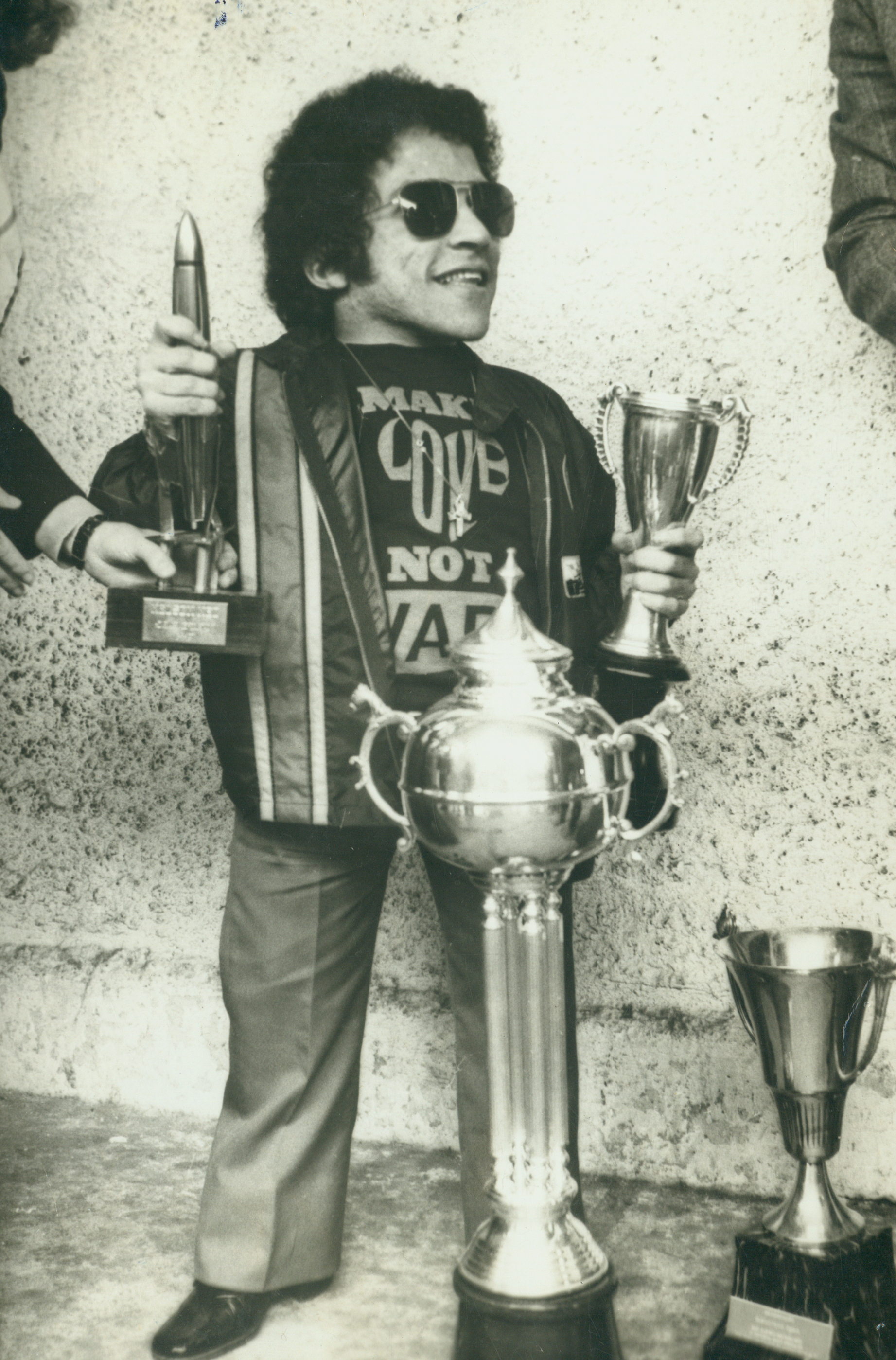
Em 1973.

Nelson Ned nasceu em um casarão na Rua Coronel Júlio Soares, em Ubá, Minas Gerais, primogênito dos sete filhos de Nelson de Moura Pinto e Ned d´Ávila Pinto. Como quando criança não se desenvolvia, foi diagnosticado com desplasia espôndilo-epifisária, que o levou a ter apenas 1,12 metros de altura na fase adulta (algumas fontes mencionam que seriam 90 centímetros mas essa inconsistência provavelmente deve-se ao nome do seu primeiro LP, Um Show de 90 Centímetros) Seus seis irmãos nasceram sem esse distúrbio, e os três filhos de Nelson herdaram o nanismo.
Como seus pais gostavam de música, o jovem Nelson logo começou a cantar, ganhando um prêmio em uma rádio de Ubá aos 4 anos. Ao fim da década de 1950, sua mãe, dona Ned, havia passado num concurso da Coletoria Estadual de Minas Gerais, e se mudou com a família para a capital Belo Horizonte. Com apenas 12 anos, Nelson começou a trabalhar como secretário do gerente da fábrica da Lacta, e algum tempo depois sua carreira de cantor ganhava espaço em programas da TV Itacolomi, e as rádios Guarani, e Inconfidência.
Nos anos 60, começou a se apresentar e gravar discos. Seu primeiro disco, chamado Um Show de 90 centímetros, foi lançado em 1964. Seu segundo disco, Tudo Passará, foi lançado somente em 1969 e trouxe dois grandes sucessos: a faixa-título, que se tornou a canção mais notável da carreira de Nelson Ned, e "Tamanho Não é Documento". A canção "Tudo Passará" obteve quarenta regravações, inclusive em versão sertaneja com a dupla João Mineiro & Marciano nos anos 80, que no mesmo disco também gravaram de Nelson o hit "Se Eu Pudesse Falar Com Deus".
Neste mesmo ano de 69, ganhou o I Festival de la Canción, realizado em Buenos Aires, Argentina, onde interpretou sua composição "Tudo Passará", iniciando uma bem sucedida carreira internacional. Também fez sucesso noutros países da América Latina, na Europa, e na África, onde é extremamente popular. Com repertório voltado para a música romântica, seus shows atraíam multidões em estádios e teatros.
Nelson Ned, como compositor, já teve canções gravadas por Moacyr Franco, Antônio Marcos, Agnaldo Timóteo e outros.
Ganhou Discos de Ouro no Brasil e no exterior, tendo vendido mais de 45 milhões de discos e tem em sua carreira um feito histórico, se apresentar no Carnegie Hall, em Nova Iorque, feito que se repetiu por 4 vezes com lotação total.
Lançou em 1996 a biografia "O Pequeno Gigante da Canção", uma referência à sua condição de anão. No livro, ele contou que enfrentou depressão no auge de sua carreira, passou a beber e envolveu-se com drogas.

## Últimos anos e morte
Sofreu um acidente vascular cerebral em 2003, o que o levou a perder a visão do olho direito. Desde então, morava em uma residência adaptada para suas necessidades em São Paulo. O cantor ainda sofria de diabetes, hipertensão e estaria desenvolvendo mal de Alzheimer.
No dia 24 de dezembro de 2013, passou a viver em uma clínica de repouso na Granja Viana, Cotia, próximo a São Paulo. Poucos dias depois, em 4 de janeiro, ele deu entrada no Hospital Regional de Cotia, com infecção respiratória aguda, pneumonia e problemas na bexiga.
Morreu na manhã de 5 de janeiro de 2014 no Hospital Regional de Cotia, em São Paulo, devido a complicações de um quadro de pneumonia.
Nelson Ned foi cremado no Cemitério e Crematório Horto da Paz em São Paulo.

## Vida pessoal
Nelson casou-se aos 25 anos com a atriz Marli e tiveram três filhos, todos herdaram sua condição e dois se dedicaram ao espetáculo:
Ana Verónica Ned (altura: 90 cm), filha mais nova da cantora, faz parte do time do Circo Roda Brasil. Além de cantar como seu pai, sua especialidade é dançar, fazer acrobacias, e ele também faz um número de palhaço no qual ele faz o público do circo participar.
Nelson Ned Jr., "Juninho" (altura de 1,08 m): Apaixonado por jazz, é baterista e fã de bodyboard.
Monalisa Ned, (altura: 1,20 m) decidiu seguir carreira na medicina, especializando-se como fonoaudióloga.
Após o divórcio devido às suas infidelidades e problemas de dependência de drogas, dos quais acabou se recuperando, Nelson casou-se anos depois novamente com uma mulher de estatura comum, Maria Aparecida.

## Discografia
| Tipo Gravação                   | Ano                     | Álbum | Gravadora            | Mídia            |
| ------------------------------- | ----------------------- | --- | -------------------- | ---------------- |
| Álbuns de Estúdio               | 1964                    | Um Show em Noventa Centímetros                                                                                           | Polydor              | LP               |
| Álbuns de Estúdio               | 1969                    | Tudo Passará | Copacabana           | LP               |
| Álbuns de Estúdio               | 1970                    | Nelson Ned | Copacabana           | LP               |
| Álbuns de Estúdio               | 1970                    | Eu Também Sou Sentimental                                                                                                | Copacabana           | LP               |
| Álbuns de Estúdio               | 1972                    | Nelson Ned | Copacabana           | LP               |
| Álbuns de Estúdio               | 1973                    | Aos Românticos do Mundo                                                                                                  | Copacabana           | LP               |
| Álbuns de Estúdio               | 1973                    | Papai Noel Existe | Copacabana           | LP               |
| Álbuns de Estúdio               | 1973                    | Nelson Ned Vol. 3 | Copacabana           | LP               |
| Álbuns de Estúdio               | 1975                    | Meu Ciúme | Copacabana           | LP               |
| Álbuns de Estúdio               | 1976                    | O Poder da Fé | Celestial/Copacabana | LP               |
| Álbuns de Estúdio               | 1977                    | Nelson Ned | Copacabana           | LP               |
| Álbuns de Estúdio               | 1979                    | Meu Jeito de Amar | Copacabana           | LP               |
| Álbuns de Estúdio               | 1982                    | Perdidamente Apaixonado                                                                                                  | Harmony/CBS          | LP               |
| Álbuns de Estúdio               | 1984                    | Caprichoso | EMI-Odeon            | LP               |
| Álbuns de Estúdio               | 1985                    | Ao Meu Novo Amor | EMI-Odeon            | LP               |
| Álbuns de Estúdio               | 1986                    | O Grande Nelson Ned | EMI-Odeon            | LP               |
| Álbuns de Estúdio               | 1987                    | Passei da Conta | EMI-Odeon            | LP               |
| Álbuns de Estúdio               | 1990                    | O Poder da Fé Vol. 2 | Copacabana           | LP               |
| Álbuns de Estúdio               | 1991                    | Enamorado | RGE                  | LP               |
| Álbuns de Estúdio               | 1992                    | Penso em Você | RGE                  | LP               |
| Álbuns de Estúdio               | 1993                    | El Romântico de América                                                                                                  | Movieplay            | CD               |
| Álbuns de Estúdio               | 1994                    | Jesus Te Ama (ABPD: ouro)                                                                                                | Continental/Eastwest | CD               |
| Álbuns de Estúdio               | 1995                    | Glórias a Jesus |                      | CD               |
| Álbuns de Estúdio               | 1997                    | Jesus Está Voltando |                      | CD               |
| Álbuns de Estúdio               | 2001                    | Jesus é Vida |                      | CD               |
| Álbuns de Estúdio               | 2004                    | Jesus Ressuscitou |                      | CD               |
| Álbuns de Estúdio (Em Espanhol) | 1993                    | Jesús Está Vivo |                      | CD               |
| Álbuns de Estúdio (Em Espanhol) | 1998                    | Jesús Te Ama |                      | CD               |
| Álbuns de Estúdio (Em Espanhol) | 2001                    | Jesucristo Es Vida |                      | CD               |
| Álbuns de Estúdio (Em Espanhol) |                         | Mi Testimonio |                      | CD               |
| Compactos                       | 1963                    | Eu sonhei que tu estavas tão linda/Por Onde Eu Vou/Prelúdio à Volta/Melodias Do Céu                                      | Polydor              | Compacto duplo   |
| Compactos                       | 1968                    | Tamanho Não É Documento/Me Ensine A Viver Sem Você                                                                       | Chantecler           | Compacto simples |
| Compactos                       | 1969                    | Um Recado Para Meu Amor/Tamanho não É Documento/Ao Meu Amor (To Sir With Love)/O Riso Que Eu Perdi                       | Copacabana           | Compacto simples |
| Compactos                       | 1970                    | A Cigana/Vou Me Mudar Para Outra Cidade                                                                                  | Copacabana           | Compacto simples |
| Compactos                       | 1971                    | Todas As Rosas Vermelhas Do Mundo/Daria Tudo Para Você Estar Aqui                                                        | Copacabana           | Compacto simples |
| Compactos                       | 1971                    | Eu Duvido/Não Quero Mais Amar (I'll Never Fall In Love Again)/Cada Um de Nós Sabe de Si/Vida Vida Vida                   | Copacabana           | Compacto duplo   |
| Compactos                       | 1972                    | A Bíblia/Esquece Coração Esquece                                                                                         | Copacabana           | Compacto simples |
| Compactos                       | 1973                    | Eu Fui Feliz E Não Sabia/Faça de Conta Que Você Gosta de Mim/Você Me Abandonou/Você Quer Dançar Comigo Esta Valsa        | Copacabana           | Compacto duplo   |
| Compactos                       | 1973                    | Não Tenho Culpa de Ser Triste/Por Amar-te Assim (De T'avoir Aimee)/Ninguém Irá Te Amar Mais do Que Eu/Não Precisa Voltar | Copacabana           | Compacto duplo   |
| Compactos                       | 1977                    | Apesar De Tudo/Em Cada Irmão Vejo Cristo/Antes Que Seja Tarde/Volte                                                      | Copacabana           | Compacto duplo   |
| Compactos                       | 1977                    | Lar Doce Lar/It's A Small World/Eu Vou Fazer Você Gostar de Mim                                                          | Copacabana           | Compacto simples |
| Compactos                       | 1977                    | Em Cada Irmão Vejo Cristo/Só Mesmo Crendo Em Deus                                                                        | Copacabana           | Compacto simples |
| Compactos                       | 1984                    | Caprichoso/Romântico | EMI-Odeon            | Compacto simples |
| Compactos                       | 1999                    | Tudo Passará/Meu jeito de amar                                                                                           | EMI                  | CD               |
| Coletâneas                      | 1998                    | Seleção de Ouro - 20 Sucessos - Nelson Ned                                                                               | Copacabana/EMI Music | CD               |
| Coletâneas                      |                         | Dose Dupla (Nelson Ned)                                                                                                  |                      | CD               |
| Coletâneas                      | 2001                    | Compõe e Canta Para Jesus                                                                                                |                      | CD               |
| Coletâneas                      | 2002                    | Louvor e Adoração |                      | CD               |
| Coletâneas                      | 2002                    | Canções da Minha Fé |                      | CD               |
| Coletâneas                      | 2003                    | Ao Meu Novo Amor | EMI Music            | CD               |
| Coletâneas                      |                         | Nelson Ned - Os 20 melhores Hinos                                                                                        | Som Livre            | CD               |
| Coletâneas                      | 2006                    | Nelson Ned - 2 Em 1 |                      | CD               |
| Coletâneas                      | 2006                    | Warner 30 Anos: Nelson Ned                                                                                               |                      | CD               |
| 2007                            | Nova Série (Nelson Ned) | |                      | CD               |

## Videografia

### Videos
- Alabando al Rey (en español) (1995)
- Alabando Al Rey - Nelson y Otros (en español)
- Un Hombre Nuevo/A New Man (en español)
- Desde Brasil - Nelson Ned En Dallas (en español)

### DVD
- Un Hombre Nuevo/New Man (en español)

## Livros
- O Melhor De Nelson Ned (gospel em português)(1996)[20]
- O Pequeno Gigante Da Canção (biografia em português) (1996)[21]
- El Pequeño Gigante De La Canción (biografia em espanhol) (1998)[22]